# Jean Guibal
Pour les articles homonymes, voir Guibal.
À ne pas confondre avec Jean Guibal, ethnologue né en 1950.
Jean Guibal est un homme politique français né le 5 novembre 1757 à Castres (Tarn) et décédé le 10 octobre 1835 à La Rode (Tarn).

## Biographie
Manufacturier à Castres, il est officier municipal, conseiller général et député du Tarn de 1802 à 1810.

## Source
« Jean Guibal », dans Adolphe Robert et Gaston Cougny, Dictionnaire des parlementaires français, Edgar Bourloton, 1889-1891 [détail de l’édition]